# Oscylacje kwaziperiodyczne
Oscylacje kwaziperiodyczne – zjawisko z dziedziny astronomii rentgenowskiej polegające na zmienności emisji promieniowania ze źródeł rentgenowskich z określonymi częstotliwościami. Częstotliwości te wyznacza się badając widmo mocy szeregu czasowego sygnału emitowanego przez źródło. Jeśli zależność widma mocy od częstotliwości jest opisana funkcją potęgową, mamy do czynienia z szumem. Oscylacja uwidacznia się jako wyraźny pik w widmie mocy na określonej częstotliwości. Charakterystyczne dla niskoczętotliwościowych oscylacji kwaziperiodycznych w małomasywnych podwójnych układach rentgenowskich są: częstotliwość centroidu piku między 5 a 60 Hz, szerokość piku wynosząca około połowy wartości częstotliwości centroidu, amplituda ok. 1-10% natężenia. Oscylacje te utrzymują się przez co najmniej 10 000 cykli.
Obserwacje satelity RXTE pokazały istnienie oscylacji kwaziperiodycznych o wysokich częstotliwościach, aż do 1000 Hz. Stwierdzono też obecność podwójnych pików w przypadku oscylacji niektórych źródeł (np. Sco X-1).
Zarówno oscylacje jak i szum w sygnale czasowym mogą być wywołane przez różnorakie zjawiska fizyczne i samo ich występowanie nie tłumaczy jednoznacznie mechanizmu ich powstawania. Uważa się, że oscylacje wywołane są procesami zachodzącymi w materii dysku akrecyjnego wokół czarnej dziury lub gwiazdy neutronowej, który jest źródłem promieniowania rentgenowskiego. Wysokie częstotliwości świadczą o tym, że mamy do czynienia z efektami w bardzo bliskim sąsiedztwie wewnętrznego brzegu takiego dysku, gdzie prędkości rotacji materii są największe.